# Mick Mills
Michael Dennis Mills MBE (Godalming, 1949. január 4. –) angol válogatott labdarúgó, edző.

## Sikerek

### Ipswich Town
- FA-kupa győztes (1): 1978
- UEFA-kupa győztes (1): 1980-81

## Fordítás
- Ez a szócikk részben vagy egészben  a   Mick Mills című angol Wikipédia-szócikk fordításán alapul.  Az eredeti cikk szerkesztőit annak laptörténete sorolja fel. Ez a jelzés csupán a megfogalmazás eredetét és a szerzői jogokat jelzi, nem szolgál a cikkben szereplő információk forrásmegjelöléseként.